# Place Abbé-Larue
La place Abbé-Larue, ou place de l'Abbé-François-Larue, est une place située au sud du plateau de Fourvière dans le 5e arrondissement de Lyon, en France. Elle honore le prêtre et professeur au séminaire universitaire François Larue (1888-1944), mort assassiné et martyr de la Résistance française.

## Situation
Son accès se trouve à la jonction de la rue des Farges, de la rue de Trion et de la montée du Télégraphe. Le site est desservi par la station Saint-Just du funiculaire de Saint-Just.

## Odonymie

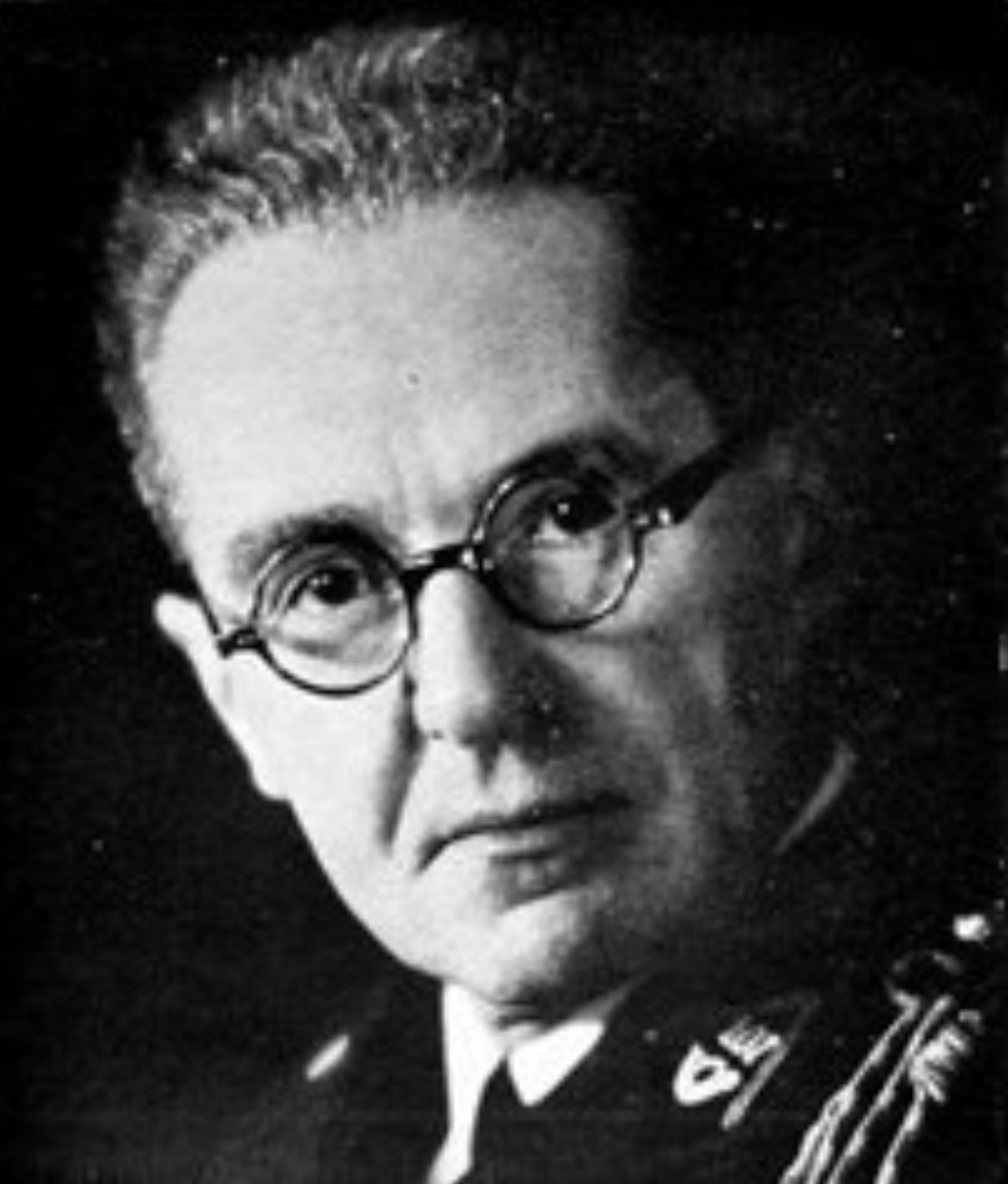
L'abbé François Larue.

Cette place, qui n'avait jusqu'alors aucun nom selon l'auteur Maurice Vanario ou qui se serait appelée place Saint-Just dans certaines sources, est baptisée « place de l'Abbé-François-Larue » par délibération du conseil municipal du 12 avril 1948 du nom de François Larue (1888-1944), prêtre et professeur au séminaire universitaire. Martyr de la Résistance française,, il est arrêté par la Gestapo en mars 1944 et assassiné à Saint-Genis-Laval le 20 août 1944.

## Histoire
L'archéologue Amable Audin découvre en 1968, à l'occasion de la construction d'une maison de retraite au niveau du numéro 1, les restes d'un mur antique comprenant une tour en saillie : il suppose alors qu'il fait partie du mur d'enceinte antique de la ville,. L'archéologue Armand Desbat trouve en 2000, au niveau du numéro 8, les vestiges d'un habitat gallo-romain datés entre 20 et 100 apr. J.-C..
La maison de retraite du numéro 1 est remplacée dans les années 2010 par une résidence universitaire, ce qui entraîne un diagnostic d'archéologie préventive en 2012 et une fouille en 2014. Outre la confirmation du mur augustéen, un murus gallicus est mis au jour, preuve inédite de la présence gauloise avant la fondation de Lugdunum en 43 av. J.-C.

Plan du murus gallicus au nord-est de la place

.

## Description
Occupée principalement par un parking, la place Abbé-Larue se termine sur l'entrée du jardin des Curiosités, appelé aussi jardin de Montréal. Maurice Vanario nomme le jardin de « belvédère de l'Abbé-Larue », « jardin des Curiosités » ou « jardin de Montréal ».
Au numéro 1 se trouve la résidence universitaire Philomène-Magnin ; au numéro 5 l'école maternelle Mathilde-Siraud ; et aux numéros 8 et 9, l'établissement de classes préparatoires scientifiques à CPE Lyon. Dans son angle sud-ouest se trouve le jardin Jean-Choux.

## Galerie

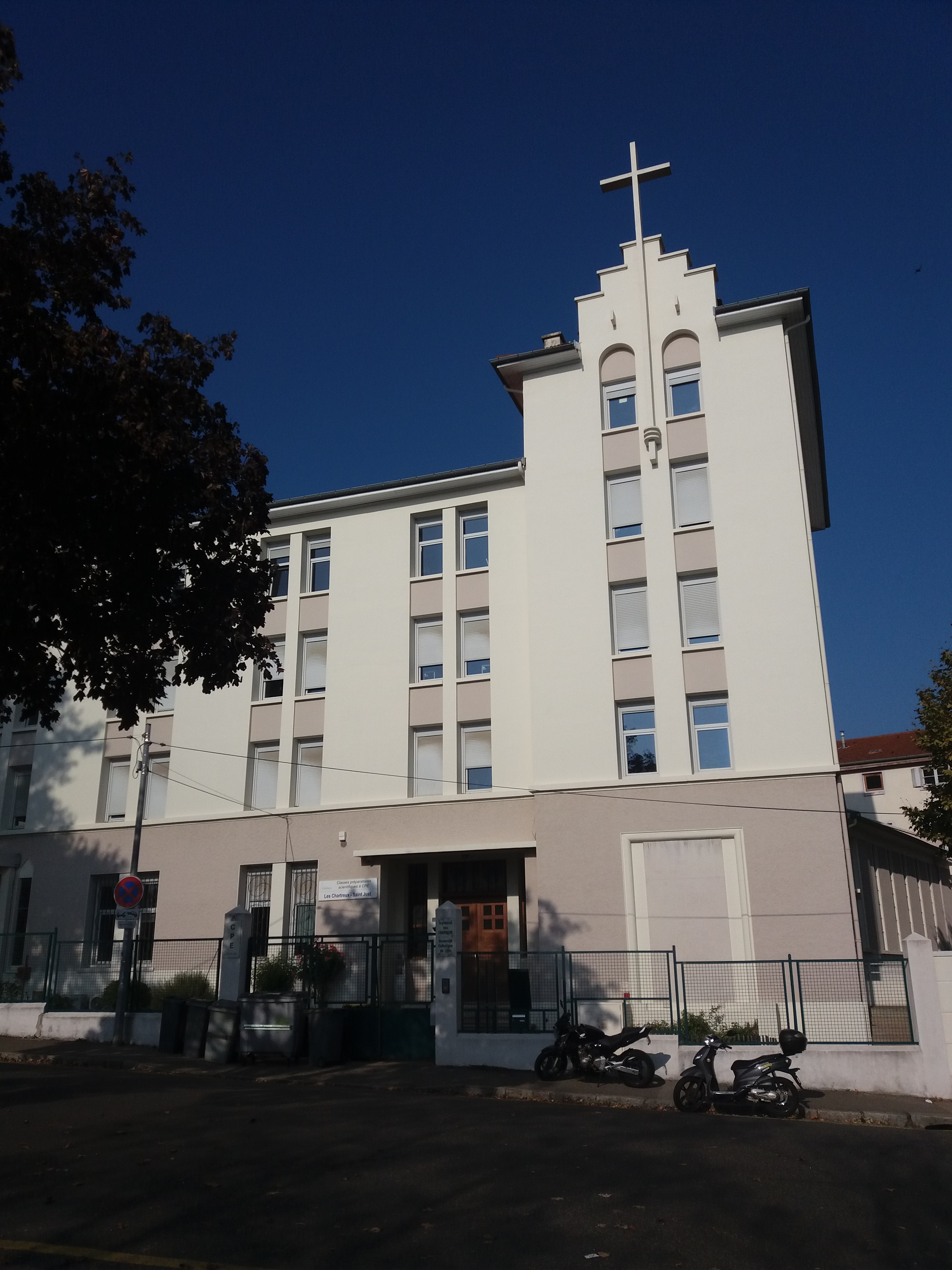
Bâtiment des classes préparatoires scientifiques à CPE Lyon, en octobre 2018.
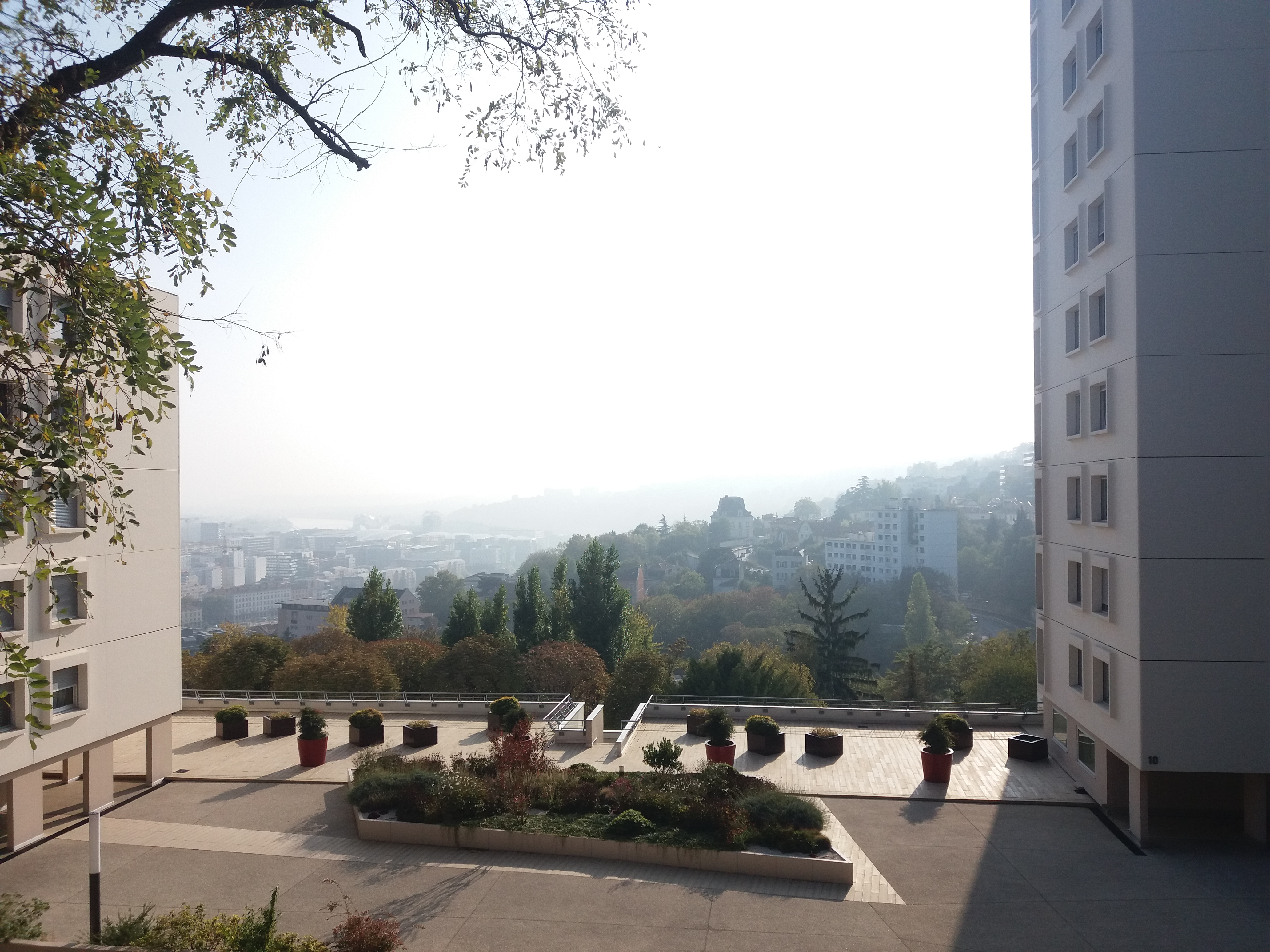
Vue vers le sud, en octobre 2018.
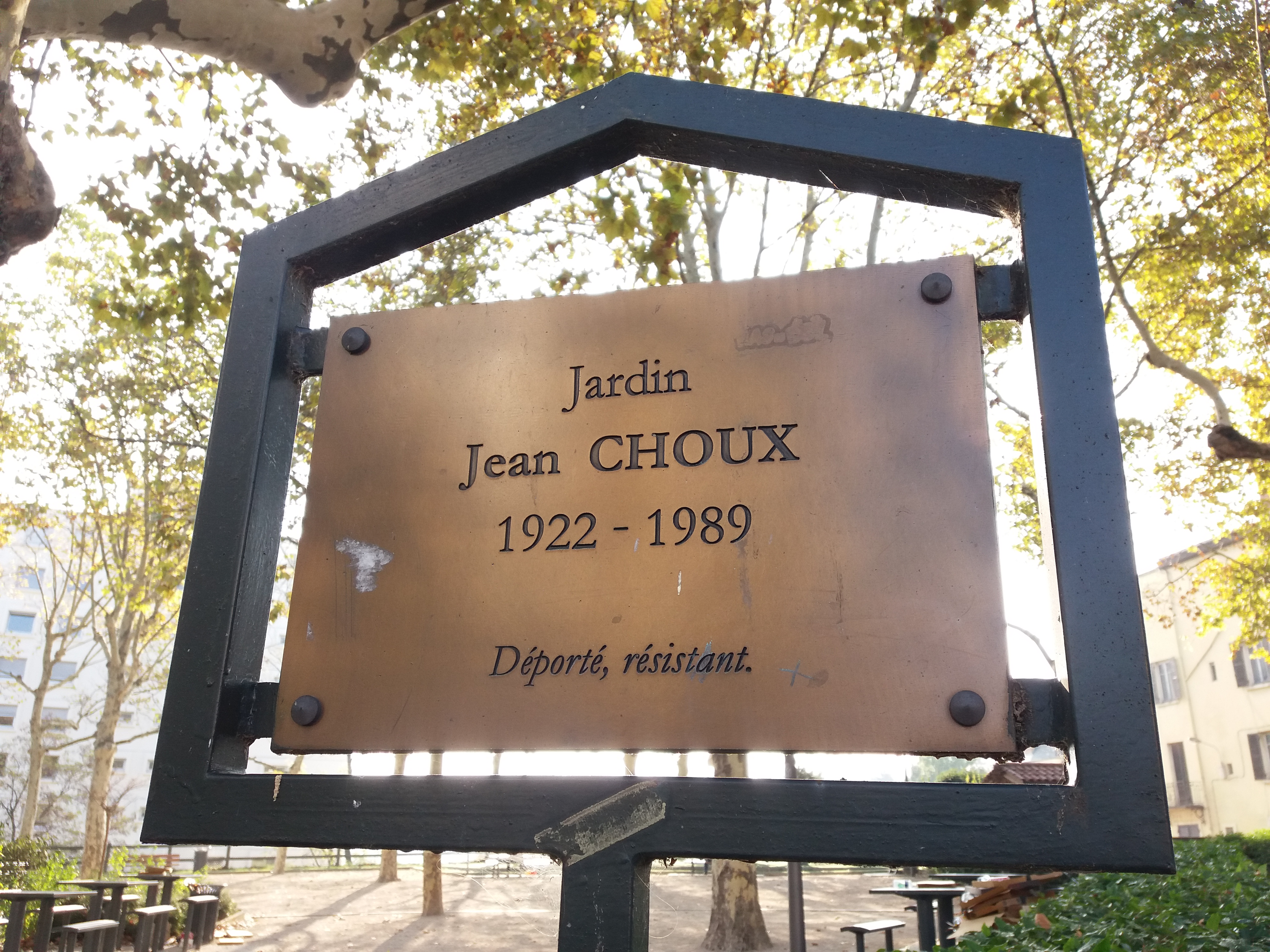
Plaque commémorative au résistant Jean-Choux (1922-1989) éponyme du jardin.